# 500 miles d'Indianapolis 1928
Les 500 miles d'Indianapolis 1928, courus sur l'Indianapolis Motor Speedway et organisés le mercredi 30 mai 1928, ont été remportés par le pilote américain Louis Meyer sur une Miller (en).

## Grille de départ
| Ligne | Intérieur         | Centre         | Extérieur          |
| 1     | Leon Duray        | Cliff Woodbury | Cliff Bergere      |
| 2     | Tony Gulotta (en) | Babe Stapp     | Ralph Hepburn      |
| 3     | Louis Schneider   | Lou Moore      | Fred Comer         |
| 4     | Ray Keech         | Johnny Seymour | George Souders     |
| 5     | Louis Meyer       | Fred Frame     | Norman Batten      |
| 6     | Sam Ross          | Deacon Litz    | Cliff Durant       |
| 7     | Peter Kreis (en)  | Billy Arnold   | Jimmy Gleason (en) |
| 8     | Russ Snowberger   | Dave Evans     | Earl Devore        |
| 9     | C. W. Belt        | Benny Shoaff   | Ira Hall           |
| 10    | Henry Kolhert     | Wilbur Shaw    |                    |

La pole fut réalisée par Leon Duray à la moyenne de 196,969 km/h.

## Classement final

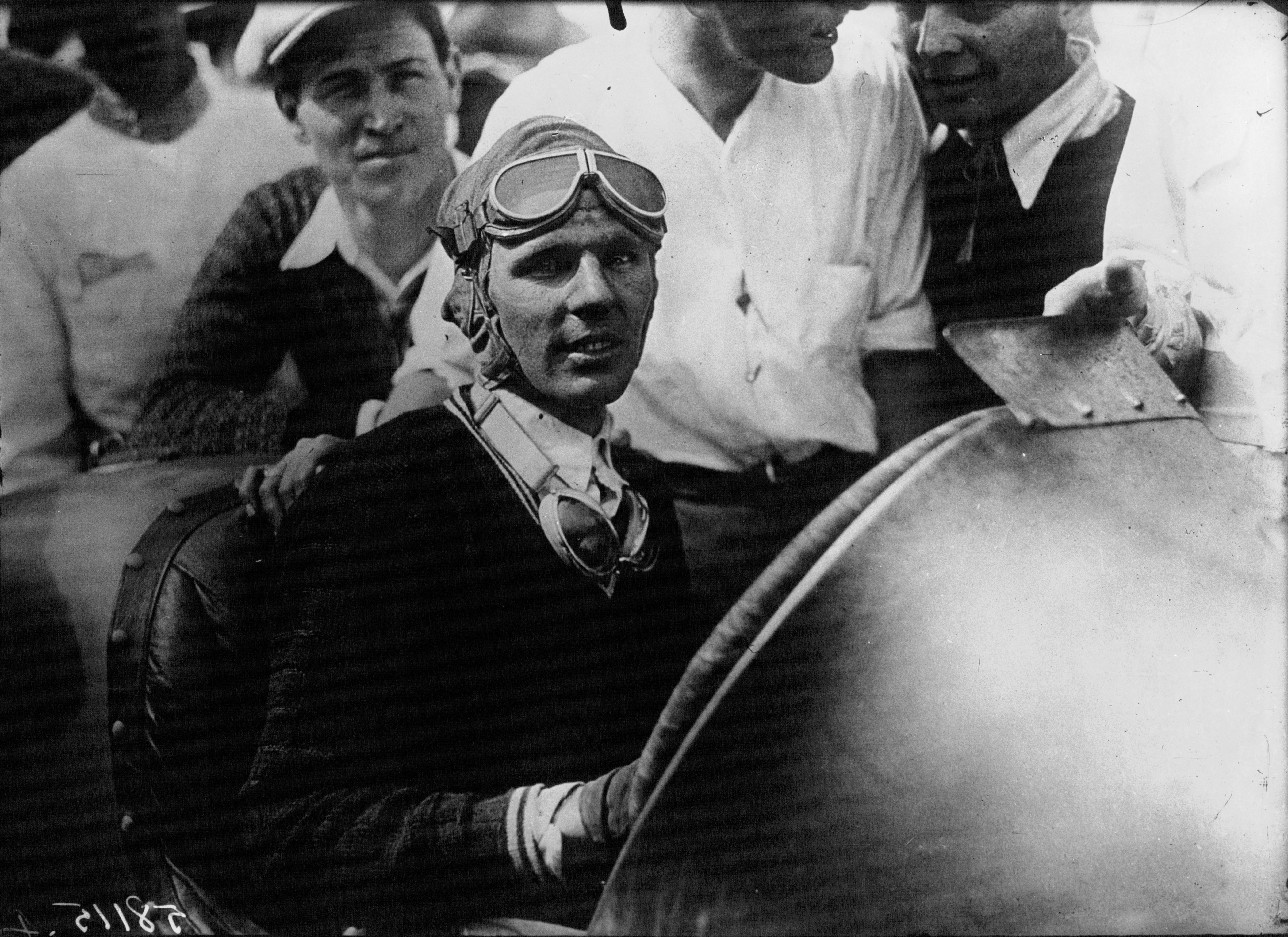
Louis Meyer, vainqueur de l'édition 1928 des 500 miles d'Indianapolis.

| no | Pilote             | Voiture        | Tours | Temps/Abandon |
| 1  | Louis Meyer        | Duesenberg     | 200   |               |
| 2  | Lou Moore          | Miller         | 200   |               |
| 3  | George Souders     | Miller         | 200   |               |
| 4  | Ray Keech          | Miller         | 200   |               |
| 5  | Norman Batten      | Duesenberg     | 200   |               |
| 6  | Babe Stapp         | Cooper-Miller  | 200   |               |
| 7  | Billy Arnold       | Miller         | 200   |               |
| 8  | Fred Frame         | Detroit-Miller | 200   |               |
| 9  | Fred Comer         | Miller         | 200   |               |
| 10 | Tony Gulotta (en)  | Miller         | 200   |               |
| 11 | Louis Schneider    | Miller         | 200   |               |
| 12 | Dave Evans         | Miller         | 200   |               |
| 13 | Henry Kolhert      | Duesenberg     | 180   |               |
| 14 | Deacon Litz        | Duesenberg     | 161   |               |
| 15 | Jimmy Gleason (en) | Miller         | 195   | mécanique     |
| 16 | Cliff Durant       | Miller         | 175   | mécanique     |
| 17 | Johnny Seymour     | Cooper-Miller  | 170   | mécanique     |
| 18 | Earl Devore        | Miller         | 161   | accident      |
| 19 | Leon Duray         | Miller         | 133   | surchauffe    |
| 20 | Sam Ross           | Miller         | 132   | mécanique     |
| 21 | Ira Hall           | Miller         | 115   | accident      |
| 22 | Peter Kreiss       | Miller         | 73    | mécanique     |
| 23 | Cliff Woodbury     | Miller         | 55    | mécanique     |
| 24 | Ralph Hepburn      | Miller         | 48    | mécanique     |
| 25 | Wilbur Shaw        | Miller         | 42    | mécanique     |
| 26 | Benny Shoaff       | Miller         | 35    | accident      |
| 27 | C. W. Belt         | Miller         | 32    | moteur        |
| 28 | Cliff Bergere      | Miller         | 7     | mécanique     |
| 29 | Russ Snowberger    | Miller         | 4     | mécanique     |

## Sources
- (en) Résultats complets sur le site officiel de l'Indy 500